# Queensland International 2025
Il Queensland International 2025 è stato un torneo maschile di tennis professionistico. È stata la 1ª edizione del torneo, facente parte della categoria Challenger 75 nell'ambito dell'ATP Challenger Tour 2025, con un montepremi di 100 000 $. Si è giocato dal 27 gennaio al 2 febbraio 2025 sui campi in cemento di Brisbane, in Australia.

## Partecipanti

### Teste di serie
| Nazionalità | Giocatore          | Ranking* | Testa di serie |
| ----------- | ------------------ | -------- | -------------- |
| Australia   | Rinky Hijikata     | 72       | 1              |
| Australia   | Adam Walton        | 90       | 2              |
| Australia   | Li Tu              | 168      | 3              |
| Australia   | Alex Bolt          | 172      | 4              |
| Australia   | Tristan Schoolkate | 173      | 5              |
| Australia   | Omar Jasika        | 179      | 6              |
| Giappone    | Yuta Shimizu       | 193      | 7              |
| Australia   | Bernard Tomić      | 212      | 8              |

* Ranking al 13 gennaio 2025.

### Altri partecipanti
I seguenti giocatori hanno ricevuto una wild card per il tabellone principale:
- Hayden Jones
- Jason Kubler
- Pavle Marinkov

I seguenti giocatori sono passati dalle qualificazioni:
- Kokoro Isomura
- Illja Marčenko
- Shinji Hazawa
- Jacob Bradshaw
- Matt Hulme
- Jacob Brumm

## Punti e montepremi
| Torneo    | Torneo              | V     | F     | SF    | QF    | 2T    | 1T  | Q | Q2  | Q1  |
| Singolare | Punti               | 75    | 44    | 22    | 12    | 6     | 0   | 4 | 2   | 0   |
| Singolare | Premi in denaro ($) | 9 880 | 5 820 | 3 450 | 2 000 | 1 165 | 720 | – | 360 | 185 |
| Doppio    | Punti               | 75    | 44    | 22    | 12    | –     | 0   | – | –   | –   |
| Doppio    | Premi in denaro ($) | 4 250 | 2 450 | 1 480 | 880   | –     | 500 | – | –   | –   |

## Campioni

### Singolare
Tristan Schoolkate ha sconfitto in finale  Marek Gengel con il punteggio di 7–6(3), 7–6(4).

### Doppio
Matthew Romios /   Colin Sinclair hanno sconfitto in finale  Joshua Charlton /  Patrick Harper con il punteggio di 7–6(2), 7–5.